# بوهيميا

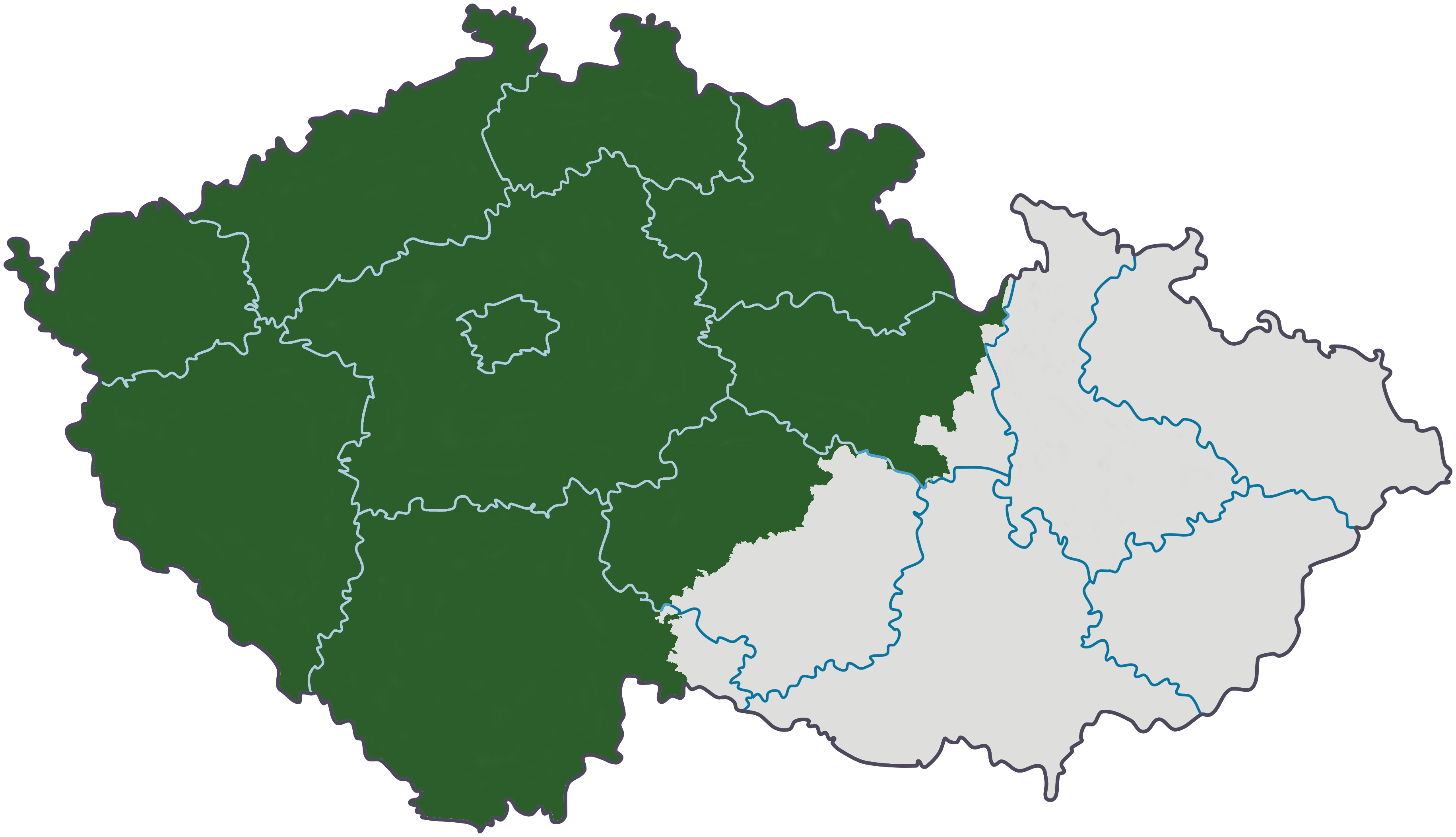

بوهيميا أو بوهَيمية منطقة تاريخية في أوروبا الوسطى. تحتل الأجزاء الغربية ومعظم الأجزاء الوسطى من جمهورية التشيك. تبلغ مساحتها نحو 52,750 كم ويقطنها 6.25 مليون شخص من أصل 10.3 مليون شخص هم سكان التشيك. يحدها من الغرب والشمال الغربي والجنوب الغربي ألمانيا، ومن الشمال الشرقي تحدها بولندا، وتقع النمسا إلى جنوبها ومنطقة مورافيا إلى الشرق منها. تشكل جبال السوديت وجبال شومافا حدودا طبيعية للمنطقة في شمالها. في اللغة التشيكية لا يوجد فرق بين الكلمتين بوهيمي وتشيكي فكلاهما مرادف للأخر. من الرقصات المشهورة في بوهيميا رقصة البولكا.

## التاريخ
سمى الرومان المنطقة قديما «بوي هايمام» (باللاتينية: Boihaemum) التي تعني بالجرمانية موطن البوي إحدى القبائل الكلتية. كانت المنطقة مقصدا للقبائل الجرمانية المهاجرة إليها أو التي تعبر منها إلى مناطق أخرى. استقرت بعض القبائل الجرمانية في بوهيميا كالمكروماني منذ القرن الأول قبل الميلاد ثم تركوا المنطقة للقبائل السلافية التي سكنت في بوهيميا منذ القرن السادس الميلادي.
حرر السلافيون أنفسهم تحت قيادة عائلة البريمسلد الحاكمة من الآفاريين في القرن السابع الميلادي واستمر الحكم في بوهيميا لآل البريمسلد حتى عام 1306.
أول من أطلق عليه لقب ملك بوهيميا كان بوليسلاف الأول عام 940 م. في عام 1346 م عين تشارلز الرابع من قبل الإمبراطورية الرومانية ملكا للبلاد وبعدها بعامين أمر بتأسيس أول جامعة في أوروبا الوسطى جامعة تشارلز في مدينة براغ. في عهد تشارلز الرابع شهدت بوهيميا ازدهارا كبيرا وتوسعا جغرافيا وتقدما سياسيا جيدا.
قامت حركة وطنية في بوهيميا روج لها من قبل الهوسيت تحت قيادة يان هوس، تطالب بإجلاء المهاجرين من المنطقة الذين كان معظمهم من الألمان. عندما أعلن البابا حملته ضد الهرطقة في أوروبا أثر ذلك الإعلان بشكل مباشر على بوهيميا، وأدى لحدوث اضطرابات وصراعات وحروب داخلية أطلق عليهما اسم حروب الهوسيت. قام جان زيزكا بقيادة قوات الهوسيت ضد قوات الإمبراطورية الرومانية المقدسة الموجهة من قبل البابا. يعتبر زيزكا من أهم قادة الحروب في تاريخ أوروبا إذ لم يهزم في أي معركة خاضها. يعد استخدامه للعربات المحصنة وقذائف الهاون وتأسيسه لسلاح مدفعية متنقل ثورة في عالم قيادة المعارك الحربية في أوروبا. بعد وفاته عام 1424 م قامت العديد من المفاوضات بشأن إنهاء الحرب وحرية الأديان في بوهيمياـ وتم الاتفاق في صلح بازل عام 1436 م على إحلال السلام بين الكاثوليك وما يعرف بالكنيسة البوهيمية (أتباع يان هوس). يمكن القول أن أهم آثار حروب الهوسيت كان إرساء مبدأ حرية الأديان بشكل نسبي في مملكة بوهيميا بين أعوام 1436 م حتى عام 1620 م الأمر الذي جعل من بوهيميا إحدى أكثر بلدان العالم المسيحي ليبرالية في ذلك الزمان.

علم بوهيميا

في عام 1618 م قامت حركة معارضة للملك رودولف الثاني الذي عين من قبل الإمبراطورية الرومانية الكاثوليكية. قامت الحركة المعارضة التي كان أنصارها من البروتستانت باختيار ملك بروتستانتي لبوهيميا وهو فريدريك الخامس. أدى الخلاف بين الكاثوليك والبروتستانت إلى اندلاع حرب الثلاثين عام، وكان لهزيمة البروتستانت في معركة الجبل الأبيض أثرا كبيرا في دحر قوات ونفوذ البروتستانت عام 1620 م. في عام 1627 م صدر الدستور الجديد للمملكة وتم الاعتراف بالألمانية كلغة رسمية ثانية، واختيرت التشيكية لغة رسمية في البلاد. كانت اللغة الألمانية هي اللغة المهيمنة في البلاد خلال القرنين السابع عشر والثامن عشر. قامت الهيئة التشريعية البوهيمية بالموافقة على ضم بوهيميا لإمبراطورية آل هابسبرغ في عام 1720 م، مما أثار سخط الشعب عليها.
في أواخر القرن الثامن عشر قامت حركة إحياء وطنية تشيكية -بدعم من بعض نبلاء التشيك- بحملة تطالب بالإصلاح واستعادة المملكة لحقوقها(استقلالها)، وإعادة اللغة التشيكية لمكانتها بالرغم من كونها لغة رسمية أولى في البلاد. آتت محاولات الحركة أكلها ففي عام 1792 م تم تعيين ليوبولد الثاني كملك للبلاد. أصبحت الحركة بعد نجاحها في محاولاتها الأولى أقوى وأكثر تأثيرا على القرار السياسي. قامت ثورة شعبية في عام 1848 م أدت إلى حل الهيئة التشريعية البوهيمية.
في عام 1861 م تم تعيين هيئة تشريعية جديدة منتخبة. كان برنامج الهيئة السياسي منصبا على تجديد وإصلاح الحكم الملكي البوهيمي القديم. كان أغلب نبلاء التشيك وسياسييها اللبراليين مؤيدين لبرنامج الهيئة السياسي الذي أطلق عليه مسمى برنامج الحقوق العامة، في حين نادت الأقلية الألمانية وبعض نبلاء بوهيميا بالمركزية(تركيز السلطة في جهة واحدة حاكمة)، وقاموا بمحاولة توحيد المجر وبوهيميا والنمسا تحت راية واحدة ونجحوا في ذلك عام 1867 م. فشل الاتحاد وحل عام 1871 وظل برنامج الحقوق العامة هو برنامج أغلب الأحزاب السياسية التشيكية حتى عام 1918 م.

بعد الحرب العالمية الأولى أسست تشيكوسلوفاكيا كجمهورية ديمقراطية واختيرت براغ عاصمة لها. في عام 1938 م وكنتيجة لمؤتمر ميونخ تم ضم المناطق المتاخمة للحدود الألمانية التشيكية (محافظة السوديت)، التي يقطنها أغلبية ألمانية لألمانيا النازية، وكانت هذه هي المرة الأولى والوحيدة التي تقسم فيها بوهيميا في تاريخها وذلك بين عامي 1938 و 1945.
بعد حل تشيكوسلوفاكيا الشيوعية عام 1993 م أصبحت بوهيميا جزءا من الجمهورية التشيكية، إلا أنها ليست تقسيما إداريا قائما بذاته وإنما تضم العديد من المحافظات كمحافظة براغ والمحافظة البوهيمية الوسطى، ومحافظة بيلزن ومحافظة ليبيريتس ومحافظة كارلسباد، ومحافظة أوستي نادلابم ومحافظة هارادتس كارلوف، وأجزاء من محافظة فيسوكينا والمحافظة الجنوبية البوهيمية.

## وصلات خارجية
- Czech Republic—information Web site
- Province of Bohemia official website—الرومانية الكاثوليكية في التشيك
- "Bohemia"-BBC Radio 4] discussion with Norman Davies, Karin Friedrich and Robert Pynsent (في زماننا  [لغات أخرى]‏, 11 April 2002)

[https://www.amazingczechia.com/bohemia/ Travel Destinations and Sights in B